# Recuperatorii
Recuperatorii este un film americano-canadian de acțiune, thriller și science-fiction, apărut la data de 19 martie 2010 și regizat de Miguel Sapochnik. Titlul original al filmului, în limba engleză este: Repo Men, și nu Repo Man . Filmul Recuperatorii a fost creat pe baza romanului Repossession Mambo al lui Eric Garcia.

## Povestea
Recuperatorii, adică cei doi actori principali, Remy și Jake Freivald, lucrează pentru compania „The Union”, care creează organe artificiale sofisticate și costisitoare, prin intermediul cărora durata medie de viață este extinsă. Foarte mulți oameni împrumută bani pentru a putea beneficia de organele companiei, însă atunci când nu mai au cum să-și plătească facturile, trebuie să fugă de „recuperatori”, căci aceștia nu iartă pe nimeni, mai ales Remy, care este unul dintre cei mai buni recuperatori. Fără să-i pese de bolile oamenilor și cu un sânge foarte rece, Remy, omoară tot mai mulți debitori , recuperând din ce în ce mai multe organe, până când suferă și el o criză cardiacă la locul de muncă și are nevoie de un transplant de inimă. După transplant, Remy se trezește îngropat în datorii, iar pentru că nu și le poate plăti, The Union îl însărcinează chiar pe fostul lui partener și prieten, Jake Freivald, să recupereze inima artificială, moment în care Remy, fostul vânător se transformă în pradă și este nevoit să fugă pentru a-și salva viața.
Ajutat de Beth, o tânără care este la rândul ei datoare companiei pentru câteva organe transplantate, Remy încearcă să evite pe cât posibil întâlnirea cu fostul său partener Jake și să evadeze din sistem, alături de Beth.

## Distribuție
- Jude Law – Remy – a mai jucat în: Hugo, 360, Sherlock Holmes: A Game of Shadows
- Forest Whitaker – Jake Freivald – a mai jucat în: Light It Up, Fum de țigară, My Own Love Song
- Alice Braga – Beth – a mai jucat în: Legenda vie, Orașul zeilor, Ritualul
- Live Schreiber – Frank – a mai jucat în: Dial 9 for Love, Hamlet, Jakob mincinosul
- Carice van Houten – Carol – a mai jucat în: Intruders, Game of Thrones, Black Death
- Robert Diggs Fitzgerald – T-Bone – a mai jucat în: A Very Harold & Kumar 3D Christmas, Wu-Tang, Gangster American
- Liza Lapira – Alva – a mai jucat în: Huff, Law & Order, Dexter
- Yvette Nicole Brown – Rhodesia – a mai jucat în: Community, The Kid & I, The Neighbor
- Chandler Canterbury – Peter – a mai jucat în: Criminal Minds, Numere fatale, After Life
- Bashar Rahal – terorist – a mai jucat în: Hannibal - The Man, The Myth, The Mystery, Podul Dragonilor, The Tournament
- Tanya Clarke – prostituată – a mai jucat în: O minte sclipitoare, Tenderness, Rise of the Gargoyles
- Joe Pingue – Raymond Pearl – a mai jucat în: The Last Don II, Răzbunarea gemenilor, Thoughtcrimes